# Liste der Kulturgüter in Menziken
Die Liste der Kulturgüter in Menziken enthält alle Objekte in der Gemeinde Menziken im Kanton Aargau, die gemäss der Haager Konvention zum Schutz von Kulturgut bei bewaffneten Konflikten, dem Bundesgesetz vom 20. Juni 2014 über den Schutz der Kulturgüter bei bewaffneten Konflikten sowie der Verordnung vom 29. Oktober 2014 über den Schutz der Kulturgüter bei bewaffneten Konflikten unter Schutz stehen.
Objekte der Kategorie A und B sind vollständig in der Liste enthalten, Objekte der Kategorie C fehlen zurzeit (Stand: 1. Januar 2023). Unter übrige Baudenkmäler sind weitere geschützte Objekte zu finden, die in der Bau- und Nutzungsordnung der Gemeinde verzeichnet und nicht bereits in der Liste der Kulturgüter enthalten sind.

## Kulturgüter
| Foto |                                                                        | Objekt                                      | Kat. | Typ | Standort                        | Beschreibung |
| ---- | ---------------------------------------------------------------------- | ------------------------------------------- | ---- | --- | ------------------------------- | --- |
| ja   | Datei hochladen · Wikidata zu Villa Mathys (Q19362355)                 | Villa Mathys KGS-Nr.: 00180                 | A    | G   | Hofmattpark 1a 657162 / 231931  | Im Jahr 1900 von Hans Giger erbaute repräsentative Fabrikantenvilla im historistischen Stil. Im Mezzaningeschoss Fries von Emil Gautschi. |
| ja   | Datei hochladen · Wikidata zu Villa Concordia (Q29580067)              | Villa Concordia KGS-Nr.: 00178              | B    | G   | Hauptstrasse 68 657094 / 232047 | 1868 erbaute repräsentative Villa im klassizistischen Stil. Ursprüngliche Ausstattung zum grössten Teil intakt.                           |
| ja   | Datei hochladen · Wikidata zu Villa (Haus «Zur Eintracht«) (Q29580064) | Villa (Haus "Zur Eintracht") KGS-Nr.: 00179 | B    | G   | Hauptstrasse 89 657123 / 232025 | 1820 nach Plänen von Jost Kopp erbaute Villa im Biedermeierstil.                                                                          |
| ja   | Datei hochladen · Wikidata zu Alte Säge (Q29580062)                    | Alte Säge KGS-Nr.: 15577                    | B    | G   | Sagiweg 2.1 656688 / 232458     | 1801 erbautes Sägewerk. |

## Übrige Baudenkmäler
| ID      | Foto |                                                                      | Objekt                                     | Typ | Standort                                 | Beschreibung |
| ------- | ---- | -------------------------------------------------------------------- | ------------------------------------------ | --- | ---------------------------------------- | ------------ |
| 901     | ja   | Datei hochladen · Wikidata zu Reformierte Kirche Menziken (Q2136966) | Evangelisch-reformierte Kirche             | G   | Kirchstrasse 16.1 656615 / 232322        |              |
| 902     | ja   | Datei hochladen                                                      | Abdankungshalle (1925)                     | G   | Grossmattstrasse 4.3 656808 / 231845     |              |
| 903     | ja   | Datei hochladen                                                      | Altes Pfarrhaus (1821)                     | G   | Hauptstrasse 61 656723 / 232426          |              |
| 904     | ja   | Datei hochladen                                                      | Gemeindehaus mit Turnhalle (1902–1904)     | G   | Hauptstrasse 42 656713 / 232357          |              |
| 905     | ja   | Datei hochladen                                                      | Altes Schulhaus (1862)                     | G   | Zwingstrasse 1 656646 / 232414           |              |
| 907     | ja   | Datei hochladen                                                      | Bäuerlicher Vielzweckbau (18. Jahrhundert) | G   | Oelbergstrasse 13 656455 / 232903        |              |
| 909     | ja   | Datei hochladen                                                      | Bäuerlicher Vielzweckbau (1791)            | G   | Plattenstrasse 6 656128 / 232876         |              |
| 910     | ja   | Datei hochladen                                                      | Bäuerlicher Vielzweckbau (1849)            | G   | Hauptstrasse 74 657109 / 231855          |              |
| 914     | BW   | Datei hochladen                                                      | Speicher (1719)                            | G   | Badstrasse 3 656855 / 232794             |              |
| 917     | ja   | Datei hochladen                                                      | Altersheim Villa Falkenstein (1857)        | G   | Schwarzenbachstrasse 9 657227 / 232166   |              |
| 918     | ja   | Datei hochladen                                                      | Villa Friedmatte (1897/98)                 | G   | Spitalstrasse 10 656828 / 233010         |              |
| 920     | BW   | Datei hochladen                                                      | Repräsentatives Wohnhaus (1822)            | G   | Schwarzenbachstrasse 12 657213 / 232125  |              |
| 921     | ja   | Datei hochladen                                                      | Villa Sunneblick (1923)                    | G   | Pilatusstrasse 29 656402 / 232451        |              |
| 925     | ja   | Datei hochladen                                                      | Wohnhaus mit Postanbau (1818/19)           | G   | Hauptstrasse 18 656616 / 232860          |              |
| 928     | ja   | Datei hochladen                                                      | Altes Postgebäude (1909)                   | G   | Hauptstrasse 47 656695 / 232549          |              |
| 941     | ja   | Datei hochladen                                                      | Evangelisch-reformiertes Pfarrhaus (1913)  | G   | Pilatusstrasse 41 656481 / 232286        |              |
| BUR901  | ja   | Datei hochladen                                                      | Schulhaus (1874)                           | G   | Burg, Schulstrasse 11 656239 / 231923    |              |
| BUR902  | BW   | Datei hochladen                                                      | Kleinbauernhaus (1856)                     | G   | Burg, Rössligasse 5 656043 / 231800      |              |
| BUR903  | BW   | Datei hochladen                                                      | Bäuerlicher Vielzweckbau (17./19. Jh.)     | G   | Burg, Bergstrasse 22 655832 / 231843     |              |
| BUR905  | BW   | Datei hochladen                                                      | Speicher (1786)                            | G   | Burg, bei Bergstrasse 22 655814 / 231896 |              |
| BUR906  | BW   | Datei hochladen                                                      | Villa Felsenburg mit Gartenanlage (1925)   | G   | Burg, Hauptstrasse 54 656295 / 231897    |              |
| BUR907  | BW   | Datei hochladen                                                      | Grenzstein (1815)                          | K   | Kantonsgrenze Luzern 655541 / 231060     |              |
| BUR908  | BW   | Datei hochladen                                                      | Wohnhaus (1902)                            | G   | Burg, Plattenstrasse 115 656315 / 232431 |              |
| BUR909  | BW   | Datei hochladen                                                      | Villa mit Gartenanlage (1906)              | G   | Burg, Hauptstrasse 52 656302 / 231828    |              |
| BUR911A | BW   | Datei hochladen                                                      | Brunnen (19. Jh.)                          | K   | Burg, bei Bergstrasse 22 655853 / 231834 |              |
| BUR911B | BW   | Datei hochladen                                                      | Sodbrunnen mit Trog (1883)                 | K   | Burg, bei Rössligasse 7 656028 / 231789  |              |

Legende: Siehe Legende der Liste der Kulturgüter von nationaler und regionaler Bedeutung. Anstelle der KGS-Nummer wird als Objekt-Identifikator (ID) die Inventar- oder Gebäudenummer in der Bau- und Nutzungsordnung der Gemeinde verwendet.